# Cambia (singolo)
Cambia è un singolo del gruppo musicale italiano Le Vibrazioni, pubblicato il 18 gennaio 2019.

## Descrizione
Il brano è un omaggio al singolo Dedicato a te del 2003.

## Video musicale
Il videoclip è stato pubblicato il 18 gennaio 2019 sul canale YouTube del gruppo ed è stato girato al Naviglio Pavese di Milano.

## Tracce
1. Cambia – 3:48